# صوفيا سيمبا
صوفيا سيمبا (من مواليد 27 يوليو 1950) هي سياسية تنزانية من حزب الثورة، وعضوة خاصة في البرلمان منذ عام 2010. كانت وزيرة تنمية المجتمع والنوع الاجتماعي والأطفال.